# Hiroshi Kichise
Hiroshi Kichise (吉瀬 広志 Kichise Hiroshi?), född 10 juli 1983 i Fukuoka prefektur, är en japansk före detta fotbollsspelare.
Kichise började sin karriär 2002 i Consadole Sapporo. 2005 blev han utlånad till Mito HollyHock. 2006 blev han utlånad till Albirex Niigata Singapore. Han gick tillbaka till Consadole Sapporo 2007. 2008 flyttade han till Gainare Tottori. Han avslutade karriären 2008.